# Pierre Duba
Pierre Duba (né en 1960 à Bradford) est un auteur français de bandes dessinées. Son œuvre est majoritairement publiée aux éditions 6 pieds sous terre. Il est également professeur en arts plastiques à l'Université Montpellier III. 

## Publications
- Lucie je t'aime, Futuropolis, coll. "X", 1988.
- Marine drive - la fin du voyage, avec Dominique Blumenstihl, 6 pieds sous terre, coll. "Blanche", 1995.
- L'absente, 6 pieds sous terre, coll. "Blanche", 1998[1].
- Antoinette, d'après une nouvelle de Lionel Tran, 6 pieds sous terre, coll. "Monotrème", 2000.
- Kyoto-Béziers, avec Daniel Jeanneteau, 6 pieds sous terre, 2001[2].
- Quelqu'un va venir, d'après l’œuvre de Jon Fosse, 6 pieds sous terre, coll. "Blanche", 2002.
- A Kyôto , avec Daniel Jeanneteau, 6 pieds sous terre, 2004[3].
- Sans l'ombre d'un doute, 6 pieds sous terre, 2006.
- La Traversée des abandons, avec Brigitte Baumié, 6 pieds sous terre, 2007.
- Rien que l'arctique, où tout est clair, avec Hanne Ørstavik, 6 pieds sous terre, 2008.
- Racines, 6 pieds sous terre, 2010[4].
- Un portrait de moité-Claire, d'après un conte de Philippe Dorin, 6 pieds sous terre, 2012[5].
- Dans ma maison de papier, 6 pieds sous terre, 2014[6].